# 로버트 맥나마라
로버트 S. 맥나마라(영어: Robert Strange McNamara, 1916년 6월 9일 ~ 2009년 6월 6일)은 미국의 기업가이자 제8대 국방부장관이다. 베트남 전쟁과 관련하여 미국 정부에서 큰 역할을 하였으며 1968년부터 1981년까지 세계은행의 총재를 역임하였다.

## 생애초기 및 경력
로버트 맥나마라는 미국 캘리포니아주 샌프란시스코에서 태어났다. 아버지는 로버트 제임스 맥나마라이며 어머니는 클라라 넬 스트레인지 맥나마라이다. 맥나마라의 아버지 가족들은 아일랜드계이며 1850년 아일랜드 대기근으로 매사추세츠주로 이민왔으며 이후 캘리포니아주로 이주했다.1937년 캘리포니아 대학교 버클리를 경제학 전공, 수학과 철학 부전공으로 졸업하였고 1939년 하버드 경영대학원에서 MBA를 취득하였다.
하버드 경영대학원 졸업 후 샌프란시스코의 프라이스 워터하우스라는 회계법인에서 근무하다가 1940년 8월 하버드 경영대학원으로 돌아가 조교수 생활을 보낸다. 1943년에 미국 육군 항공대에 입대하였으며 제2차 세계 대전에 대위로 참전하여 통계적관리 부서에서 일을 한다. 1945년 독일의 패배가 확정되자 육군 항공대는 유럽 전선에 남아있는 B-17 폭격기를 일본 폭격에 사용하는 것을 제안하지만, 맥나마라를 비롯한 비즈니스 스쿨 출신들은 B-17을 전용하기보다는 B-29를 대량생산하여 투입하는 것이 비용면에서 효율적이라는 것을 주장했다. 그들의 주장을 수용하여 B-29가 히로시마와 나가사키에 원자폭탄 투하하는 데에 사용되는 등 큰 전과를 올렸다. 1946년 중령의 계급으로 미합중국 공로훈장(Legion of Merit)을 받고 전역한다.

## 포드 자동차 회사 대표 시절
1946년 당시 경영난에 있던 포드 자동차 회사에 입사하여 경영사업계획수립에 종사하며 2차대전의 전쟁특수와 헨리 포드 사후 침체되어있던 포드사를 끌어올려 초고속승진을 거듭한 끝에 1960년 11월 9일 최초로 포드가(家)의 사람이 아닌 최초의 대표가 되었다.

## 국방장관 시절

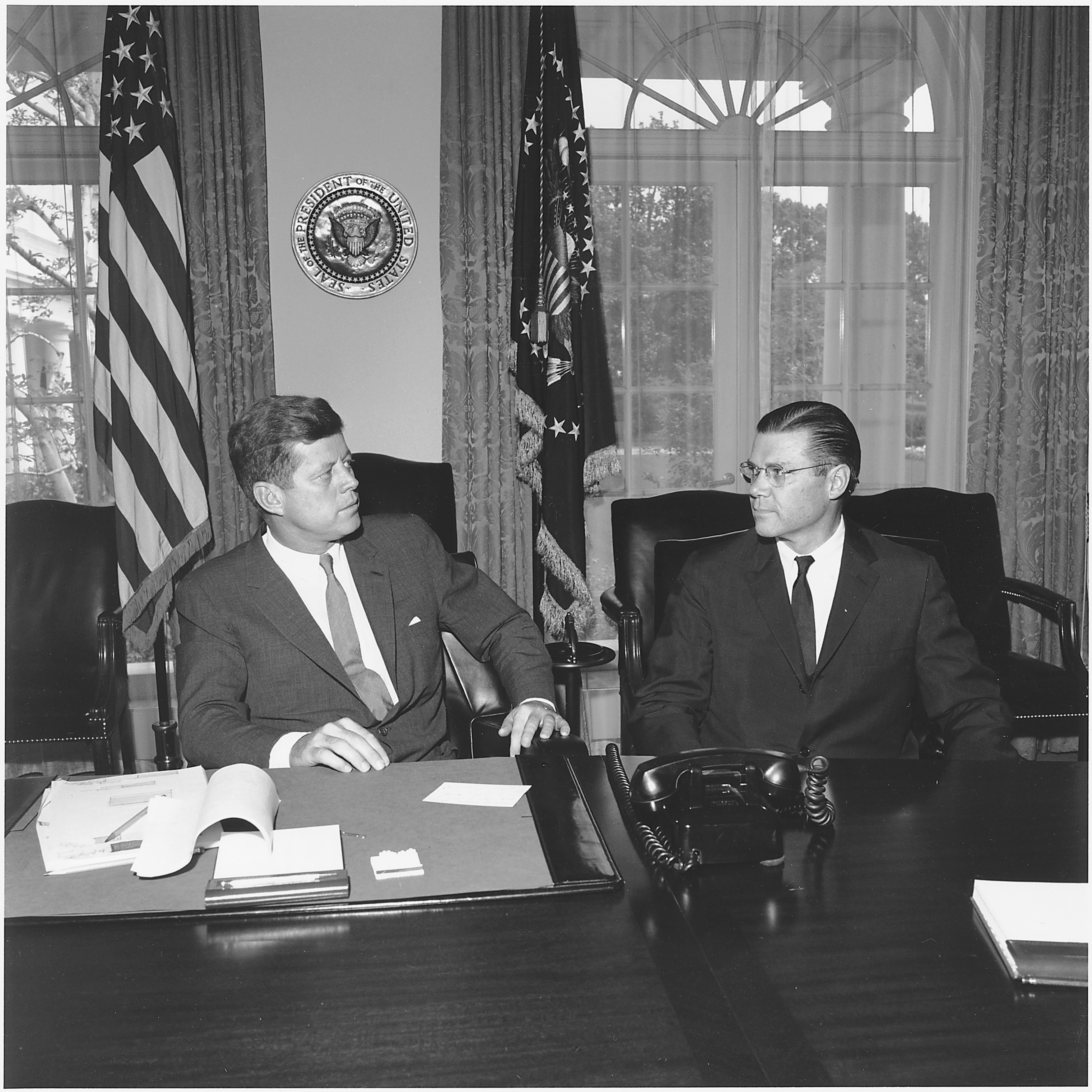
존 F. 케네디 대통령과 맥나마라 (1962)

1960년 대통령 선거에서 승리한 존 F. 케네디 대통령은 자신의 국방 정책이 전임 대통령인 드와이트 D. 아이젠하워 보다 부족하다고 생각하고 있었다. 이에 케네디는 로버트 로벳에게 국방장관에 취임하도록 요청하지만 그는 이를 거절하고 대신 맥나마라를 추천한다. 결국 맥나마라는 국방장관직을 수락했고 이는 맥나마라가 포드의 사장이 된지 겨우 5주가 지난 후였다.
맥나마라는 국방에 대한 많은 지식을 가지고 있지는 않았지만 빠른 적응력으로 자신의 역할을 파악, 적극적인 활동을 시작하였으며 국방정보국(DIA)과 국방조달청(DSA)를 설립한다.

### 베트남 전쟁

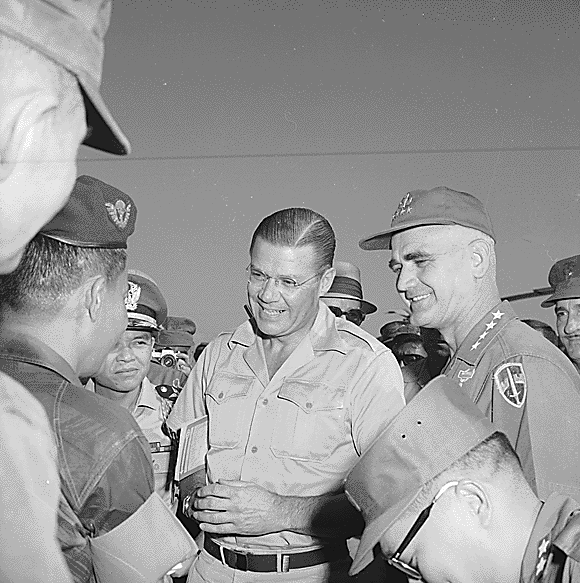
남베트남 방문 중 윌리엄 C. 웨스트모어랜드 장군과 맥나마라 (1965년)

트루먼과 아이젠하워 그리고 존 F. 케네디 정권에 이어 시작된 베트남 전쟁은 로버트 맥나마라의 모든 시간과 에너지 소비에도 불구하고 거듭되는 실책과 방향 전환에 의해 미국에 큰 데미지를 주는 결과가되어 맥나마라의 명성에 큰 그림자를 떨어뜨리는 결과가되었다. 미국의 트루먼과 아이젠하워 행정부는 1954년 프랑스가 베트남에서 철수 이후 자금 원조와 군사 조언을 중심으로 협력해왔었지만 그 규모는 매우 제한적이었다. 그러나 맥나마라가 국방장관을 지낸 케네디 정권 기간 동안 남베트남에 파견된 미국의 군사고문단의 인원은 900명에서 약 1만 6천명정도로 증가하여 실질적으로 군사개입에 가까운 규모가 되어갔다. 또한 맥나마라는 케네디의 지지를 받고 남베트남 군을 시찰하고 그 결과 남베트남 정부군에 전차나 항공기를 비롯한 군사물자 원조도 확대해나갔다.
이후 남베트남의 고딘디엠 대통령이 1963년 10월 암살 당하고 케네디도 같은 해 11월 암살되었다. 린든 B. 존슨 대통령 재임 후 이듬해 발생한 통킹 만 사건 이후 미국의 베트남에 대한 개입은 더욱 확대되었으며 맥나마라는 북베트남의 해군 시설에 보복 폭격을 지시하였고 미 의회 또한 북베트남 방위 공격을 승인했다. 1964년 남베트남을 방문했던 맥나마라는 응우옌반쪼이라는 한 청년에 의해 암살당할 뻔했으나, 사전에 응우옌반쪼이가 체포되면서 죽지 않았다.
1965년 존슨 정부는 남베트남에 있던 미군 기지에 대한 남베트남 해방 민족 전선 게릴라 행동으로 다수의 미군 장교가 살해되었다며 이를 북베트남 군의 행동으로 규정하고 북베트남에 공습을 시작했다. 또한 대규모의 군사력을 남베트남에 전개하여 맥나마라의 지시에 따라 1968년 6월까지 53만 5천명이 투입됐다. 그럼에도 불구하고 베트남에서의 상황은 전혀 개선을 보이지 않으며 수렁에 빠지게 되었다.
케네디 정권 시절 베트남 문제에 군사 개입을 확대시키고 이후 존슨 정부에서도 베트남에의 군사 개입을 계속 확대했었으나 시간이 지남에 따라 맥나마라는 전쟁에 승리할 수 있는지에 대하여 의심을 갖기 시작했고 맥나마라는 직접 전쟁 상황을 확인하기 위해 베트남에 방문하기도 하였다. 그 결과 베트남 현지 군 사령관이 요구한 병력 증원에 대하여 소극적으로 되어갔으며 1967년 11월에는 북베트남에의 공습 정지, 베트남 전쟁에 미군의 단계적 축소를 제안했지만 존슨 대통령에게 거절당한다. 이후 1968년 세계은행 그룹 총재에 취임하였다.
1990년대 집필한 자신의 회고록에서 베트남 전쟁을 '북베트남의 남베트남 침략전쟁'이라고 했던 자신의 견해를 부정하고 '남베트남 민중의 반란에 의한 내전이며 북베트남 군과 남베트남의 민족해방전선에 의한 인민전쟁이었다'고 기술했다. 또한 그는 1995년 당시 아메리칸 대학에서 학생들에게 강연하는 자리에서 이 전쟁으로 베트남인 380만 명이 죽었다고 말했으며, 본인 또한 베트남 전쟁으로 베트남인 380만 명이 죽었음을 믿는다고 입장을 밝혔다.

## 세계은행 그룹 총재 시절
1968년 4월부터 1981년 6월까지 세계은행 그룹의 총재로 재직했다.

## 같이 보기
- 프로젝트 10만